# Hackerscollectief
Een hackerscollectief of hackergroep is een informele samenwerking tussen hackers om een specifiek doel te bereiken. Ze kan goedaardig (white hat), kwaadaardig (black hat) of gemengd zijn (grey hat). Een hackerscollectief kan verschillende doelen hebben, zoals een politieke agenda promoten (hacktivisme), geld verdienen of louter voor het hebben van plezier.

## Ontstaan en evolutie
Het ontstaan van hacken ligt bij het gebruik van de telefonie. In telefooncentrales maakten tienerjongens misbruik van hun macht door te spelen met het doorverbinden van mensen. Om deze reden werden vooral vrouwen gebruikt voor deze positie. Deze onschuldige vorm van spelen met techniek kan moeilijk hacken genoemd worden, maar was echter enkel het begin. De combinatie van macht, technische kennis en anonimiteit was zeer aantrekkelijk voor de jongens.
Het echte hacken begon met de phreaks. In de jaren 1970 en 1980 maakten deze phreaks gebruik van hun technische kennis om de doorverbindingen in de telefooncentrales te manipuleren en hiervan gebruik te maken om gratis te telefoneren, maar ook om geheime documenten te stelen en mensen af te luisteren. Zo werd de blue box gebruikt om de 2600 hertz toon te produceren die tot gevolg had dat de persoon die belde gratis doorverbonden kon worden. Dit werd ontdekt in 1971 door John Draper via een speelgoedfluitje dat diezelfde toon voortbracht.  Steven Jobs en Steve Wozniak, die bekend werden door het opstarten van Apple Computer, Inc., verkochten zulke 'blue boxes' op hun studentenkoten rond 1975.
In de jaren 1980 konden deze phreaks via de personal computer, die voordien enkel beschikbaar was aan universiteiten, hun kennis delen met elkaar en anderen via de bulletin board systems. Deze 'groepen' van hackers konden zo van elkaar leren en hun technieken optimaliseren. Het is dan ook in deze periode dat de eerste grote hackerscollectieven worden opgericht. Groepen zoals Masters of Deception en Legion of Doom, pioniers in het hacken, maakten in die periode naam.
In 1983 werd een groep van hackers, The 414's, gearresteerd door de FBI omdat ze ingebroken hadden in meer dan 60 computernetwerken. 
In 1984 werd voor het eerst het magazine 2600: The Hacker Quarterly gepubliceerd. In dit magazine werd informatie over hacken uitgelicht. Het webzine Phrack, over hacken en phreaking, werd in 1985 voor het eerst gepubliceerd. Deze magazines waren, net zoals de bulletin board systems, plaatsen waar de kennis over hacken gedeeld kon worden.
Brain, het eerste gekende MS-DOS-computervirus, werd in 1987 losgelaten op het internet. Hoewel dit virus eigenlijk geen schade berokkent, is het wel een mijlpaal in de geschiedenis van het hacken.
Doorheen de jaren zijn er andere hackerscollectieven opgekomen. Een van de bekendste hackerscollectieven is Anonymous. Deze groep haalt regelmatig de pers in verband met haar acties op Twitter in verband met accounts die banden hebben met IS. Anonymous staat voor de vrijheid van meningsuiting, en onderneemt vaak acties tegen hen die dit in gevaar brengen. De activisten zijn bekend geworden door een reeks operaties en DDoS-aanvallen op websites van overheden, religieuze organisaties en bedrijven. Het motto van Anonymous is: "We are Anonymous. We are Legion. We do not forgive. We do not forget. Expect us."

## Bekende hackerscollectieven
- Anonymous
- Chaos Computer Club
- IntelSec
- Legion of Doom
- Lizard Squad
- LulzSec
- Masters of Deception
- The 414's
- Cozy Bear